# Bitwa pod Altaqu

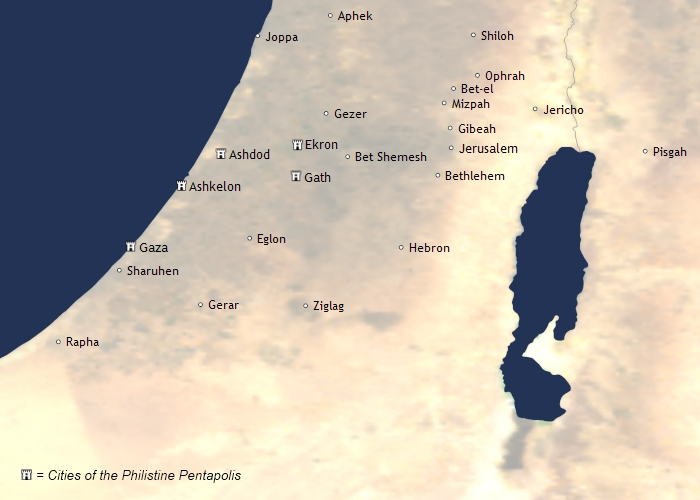
Mapa filistyńskiego pentapolis, którego ziemie zaatakowane zostały w 701 r. p.n.e. przez Sennacheryba

Bitwa pod Altaqu, też bitwa pod Elteke – starcie zbrojne pomiędzy wojskami asyryjskimi i egipskimi, do którego doszło w 701 r. p.n.e. w okolicach filistyńskiego miasta Altaqu (biblijne Elteke). O bitwie tej wspominają roczniki asyryjskiego króla Sennacheryba (704–681 p.n.e.), zgodnie z którymi zakończyć się ona miała wielkim zwycięstwem armii asyryjskiej.

## Relacja Sennacheryba
Wzmianka o bitwie pod Altaqu znajduje się w inskrypcji królewskiej Sennacheryba umieszczonej na glinianym heksagonalnym graniastosłupie Sennacheryba. W inskrypcji tej opisanych zostało osiem wypraw wojennych tego władcy, w tym jego trzecia wyprawa, poprowadzona przez niego w 701 r. p.n.e. na zachód, w kierunku Morza Śródziemnego. Celem wyprawy miała być rozprawa z Ezechiaszem, królem Judy, oraz władcami miast filistyńskich i fenickich, którzy po śmierci Sargona II (722–705 p.n.e.), ojca Sennacheryba, zbuntowali się przeciw Asyrii i przestali przysyłać trybut. Zgodnie z inskrypcją Sennacheryb dotrzeć miał najpierw do Fenicji, gdzie w okolicach miasta Tyr trybut złożyli mu ci władcy, którzy pozostali lojalni wobec Asyrii, oraz ci, którzy postanowili poddać mu się bez walki. Następnie król asyryjski wyruszył na południe, wkraczając na ziemie filistyńskiego pentapolis. Tu zaatakował miasto Aszdod, które zmusił do poddania się – król Aszdod został pojmany i deportowany wraz z rodziną do Asyrii, a na jego miejsce Sennacheryb wyznaczył nowego, lojalnego wobec siebie władcę. Kolejnym celem Sennacheryba stało się miasto Ekron, którego mieszkańcy pojmali swego wiernego wobec Asyrii króla i wydali go Ezechiaszowi. Król asyryjski obległ Ekron, ale tu doszły go wieści o zbliżaniu się wielkiej armii egipskiej, złożonej z łuczników, rydwanów bojowych i jeźdźców, którą z pomocą mieszkańcom Ekronu wysłał kuszycki faraon Szabataka. Do spotkania obu armii dojść miało pod miastem Altaqu. W bitwie, która nastąpiła, wielkie zwycięstwo odnieść miał Sennacheryb:
„W pobliżu miasta Altaqu rozstawili swe szeregi naprzeciw mnie (i) naostrzyli swą broń. Z pomocą boga Aszura, mego pana, walczyłem z nimi i sprowadziłem na nich klęskę”
Po bitwie Sennacheryb obległ i złupił miasto Altaqu i sąsiadujące z nim miasto Timna. Następnie wkroczył do Ekronu, karząc w okrutny sposób wszystkich tych, którzy wydali swego władcę Ezechiaszowi. Kolejnym celem króla asyryjskiego stało się królestwo Judy – szereg miast tego królestwa zostało zdobytych, a jego stolica, Jerozolima, oblężona. Dopiero po ukorzeniu się Ezechiasza, który zgodził się podporządkować Sennacherybowi i zapłacić olbrzymi trybut, wojska asyryjskie przerwały oblężenie i powróciły do Asyrii.

## Lokalizacja bitwy
Zgodnie ze wzmianką w rocznikach Sennacheryba do bitwy dojść miało w okolicach filistyńskiego miasta Altaqu (asyr. Altaqū, w transliteracji z pisma klinowego zapisywane uruAl-ta-qu-u/ú). Identyfikowane jest ono z biblijnym Elteke, wzmiankowanym dwukrotnie w Księdze Jozuego (Joz 19:44 i Joz 21:23). Pozostałości tego miasta skrywać ma stanowisko Tell esh-Shallaf leżące ok. 15 km na południe od Jafy.

## „Królowie Egiptu” i „król Meluhhy”
Opisując bitwę pod Altaqu, roczniki Sennacheryba wspominają, iż mieszkańcy Ekronu „wezwali królów Egiptu, łuczników, rydwany bojowe i jeźdźców króla Meluhhy”. Uczeni od dawna starali się wyjaśnić, kim byli wspomniani tu „królowie Egiptu” i „król Meluhhy”. W przypadku „króla Meluhhy” nie było wątpliwości, iż chodzić musi o kuszyckiego faraona z egipskiej XXV dynastii. Sama nazwa Meluhha w tradycji mezopotamskiej odnosiła się wprawdzie do innej odległej krainy, identyfikowanej przez uczonych z cywilizacją doliny Indusu, ale za czasów Sargona II i Sennacheryba nazwą tą zaczęto też określać Nubię, będącą wówczas dla Asyryjczyków nowo odkrytym regionem. Zdaniem niektórych uczonych jednym z powodów użycia tej nazwy mógł być podobny kolor skóry mieszkańców obu krain. Więcej problemów nastręcza identyfikacja „królów Egiptu”. Jedni uczeni szukają w tym określeniu dowodu na koregencję kuszyckich faraonów Szabaki i Szabataki. Inni z kolei sądzą, iż chodzić tu musi o książąt z Dolnego Egiptu, którzy uznać musieli zwierzchność kuszyckich królów.

## Wynik bitwy
W swych rocznikach Sennacheryb przedstawia bitwę pod Altaqu jako wielkie zwycięstwo armii asyryjskiej, ale wielu badaczy ma wątpliwości, czy tak było w istocie. Zwracają oni uwagę, iż w relacji z bitwy brak jest typowego dla asyryjskich roczników królewskich opisu pościgu za rozbitym wrogiem oraz listy zdobytych na nim łupów. Zamiast tego mamy natomiast opis zdobycia leżących w pobliżu miejsca bitwy miast Altaqu i Timna, mało ważnych ze strategicznego punktu widzenia. Na tej podstawie badacze ci przypuszczają, że albo bitwa zakończyła się bez rozstrzygnięcia, albo też była ciężko wywalczonym zwycięstwem Asyrii, której armia z powodu strat nie była w stanie podjąć pościgu za wrogiem.